# Sunes hjärnsläpp
Sunes hjärnsläpp är den elfte boken i Suneserien av Anders Jacobsson och Sören Olsson och utkom första gången i juni 1996.

## Bokomslaget
Bokomslaget visar Sunes familj.

## Handling
När något pinsamt eller dumt heller drabbas Sune av hjärnsläpp, eller om han tänker på något oroväckande, som en tjej med pussmun, vilket han tycker är jobbigt. Han känner sig som en robot som inte har varit inne på service på flera månader.
Det kan hända när som helst, som hos tandläkaren, när han inte vågar åka karusell på tivoli.
Hans flickvän Sophie är förstående, men också krävande i miljöfrågor, som återvinning. Ibland struntar dock Sune och Sophie i sopberget, och leker familjeliv, och kan leka att de gift sig och skickat ut barnen att leka i sex-åtta timmar, och bara bry sig om varandra.
När Sune och Sophie skall tälta, råkar Sophie dra av Sunes byxor och kalsonger, och han börjar hoppa runt spritt språngande naken framför kärestan som helt utan förvarning utbrister i skrattkramper som till och med smittar av sig på Sune.
Sune går i 4:an.
Även pappa Rudolf får ibland hjärnsläpp, som då han skall köpa ny gräsklippare och är snål med pengarna, och kommer hem med en billig jordfräs i stället. Han bjuder också in folk på grillfest, och glömmer det.

### Fotnoter
1. ↑  ”Sunes hjärnsläpp” (på engelska). Worldcat. 11 mars 1996. https://www.worldcat.org/title/sunes-hjarnslapp/oclc/186099562&referer=brief_results. Läst 29 mars 2015.